# Anomala popayana
Anomala popayana är en skalbaggsart som beskrevs av Ohaus 1897. Anomala popayana ingår i släktet Anomala och familjen Rutelidae. Utöver nominatformen finns också underarten A. p. monochroa.